# Bothriochloa edwardsiana
Bothriochloa edwardsiana là một loài thực vật có hoa trong họ Hòa thảo. Loài này được (Gould) Parodi mô tả khoa học đầu tiên năm 1958.